# Pseudoschmidtia subinvolvens
Pseudoschmidtia subinvolvens är en insektsart som beskrevs av Marius Descamps 1964. Pseudoschmidtia subinvolvens ingår i släktet Pseudoschmidtia och familjen Euschmidtiidae. Inga underarter finns listade i Catalogue of Life.